# Agrotis experta
Agrotis experta är en fjärilsart som beskrevs av Walker 1869. Agrotis experta ingår i släktet Agrotis och familjen nattflyn. Inga underarter finns listade i Catalogue of Life.